# Llista de retroreflectors a la Lluna

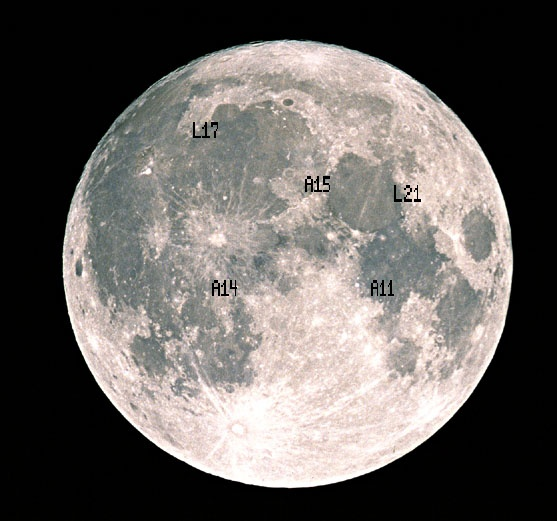
Les ubicacions dels retrorreflectors lunars deixats per les missions Apollo (A) i Lunokhod (L).

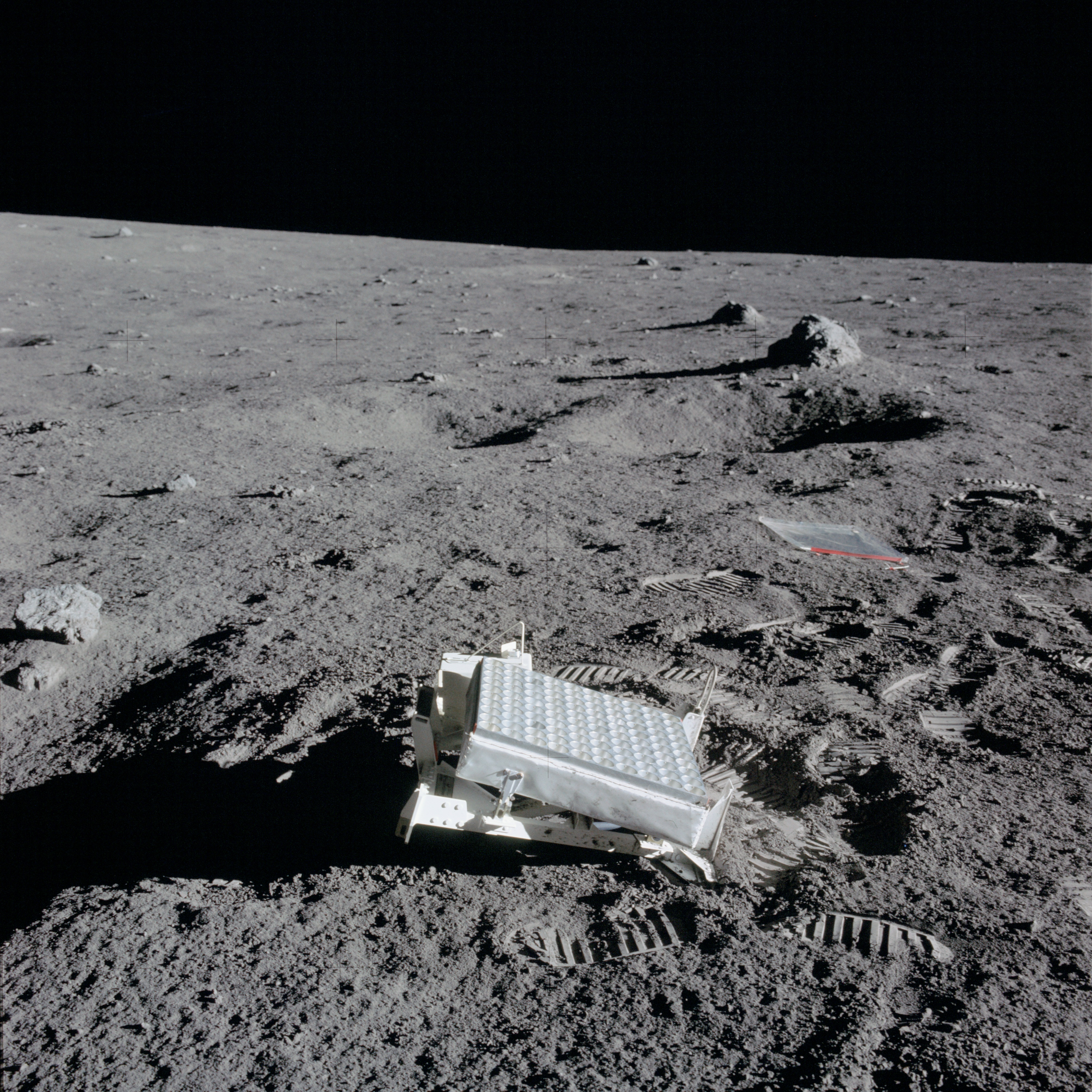
El LRRR de l'Apollo 14 a la superfície lunar

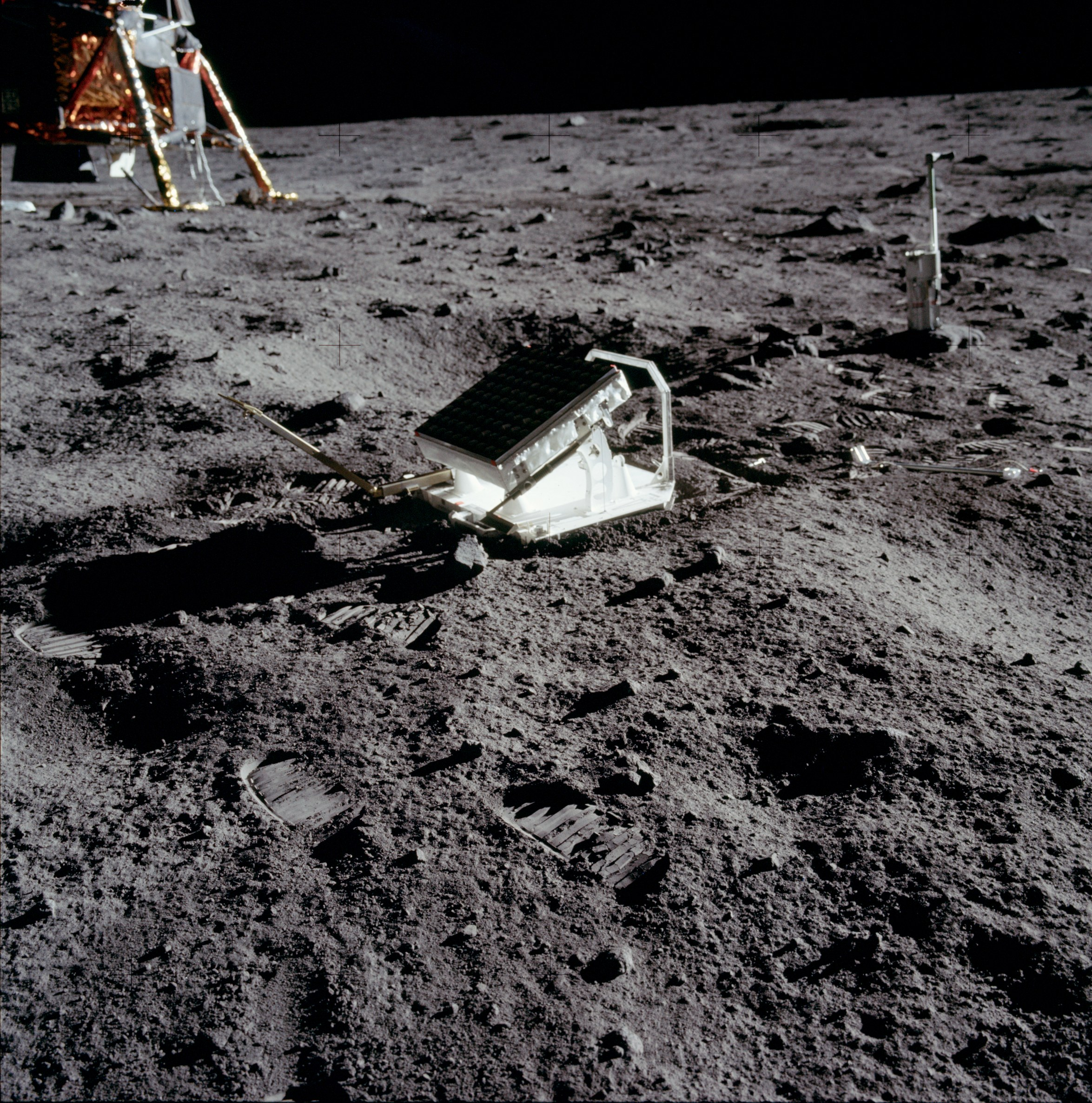
El Lunar Laser Ranging Experiment de la missió Apollo 11.

Això és una llista de retrorreflectors a la Lluna, dispositius especials deixats en cinc llocs diferents a la Lluna per les tripulacions del programa Apollo i pels mòduls de descens robotitzats del programa Lunokhod. Els reflectors lunars han permès mesures precises de la distància Terra–Lluna durant quatre dècades.

## Reflectors col·locats pels Estats Units
| Nom                                  | Missió    | Data        | Ubicació               |
| ------------------------------------ | --------- | ----------- | ---------------------- |
| Lunar Ranging Retro Reflector (LRRR) | Apollo 11 | 21 jul 1969 | 0.67337°N 23.47293°E   |
| LRRR                                 | Apollo 14 | 31 gen 1971 | 3.6453° S 17.471361° W |
| LRRR                                 | Apollo 15 | 31 jul 1971 | 26.1°N 3.6°E           |

## Reflectors col·locats per la Unió Soviètica
| Nom        | Missió  | Ubicació            |
| ---------- | ------- | ------------------- |
| Lunokhod 1 | Luna 17 | 38.17° N, 325.06° W |
| Lunokhod 2 | Luna 21 | 25.85° N, 30.45° E  |